# 南北交通廊道
南北交通廊道（英語：North–South Corridor），前称南北高速公路，簡稱NSC，是新加坡一條正在興建的高速公路，預計2026年完成。南北交通廊道斥资700至800亿新元，兴建后将解决目前中央高速公路车流量太大的情况。高速公路全长约21公里，连接东海岸公园大道和新加坡北部各市镇。
建造新高速公路的計劃於2008年1月30日公佈，為陆路交通管理局對轄下道路網絡交通流量作出評估後的建議，公路開通後全長21（13英里），將新加坡北部地區與东海岸公园大道連接起來。